# Tiébilé Dramé

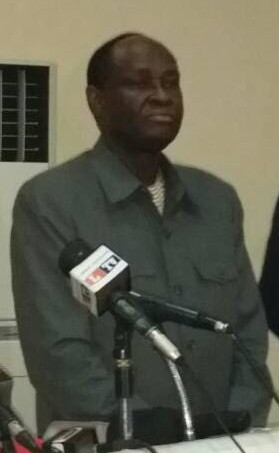
Tiébilé Dramé, 25. April 2018

Tiébilé Dramé (geb. 9. Juni 1955, Nioro du Sahel, Französisch-Sudan; gest. 12. August 2025 in Paris) war ein Politiker in Mali und Studentenführer. Er war Präsident der Parti pour la renaissance nationale (PARENA).

## Leben
Tiébilé Dramé studierte an der École normale supérieure in Bamako und später an der Université de Paris I, wo er ein Diplôme d’études approfondies (DEA) in Geschichte Afrikas erwarb. Während seines Studiums in Bamako begann er sich politisch zu engagieren.
Zwischen 1977 und 1980 war er Generalsekretär der Vereinigung der Schüler und Studenten der École Normale Supérieure (Secrétaire Général de l'Association des Elèves et Étudiants de l'École Normale Supérieure, ADEENSUP) und der Union nationale des Élèves et Étudiants du Mali (Nationale Union der Schüler und Studenten Malis, UNEEM), die sich durch Streiks und Demonstrationen gegen das diktatorische Regime von General Moussa Traoré stellten. Unter dem Regime von Traoré wurde er mehrmals inhaftiert, insbesondere im Norden, in Bougheïssa, Ménaka und Talataye, zusammen mit Cabral, der sein Nachfolger als Chef der UNEEM war.
Ab 1981 ging er zehn Jahre in Folge nach Frankreich und England ins Exil:
Als ehemaliger „gewaltloser politischer Gefangener“ wurde er von Amnesty International adoptiert. Als Menschenrechtsaktivist arbeitete er mehrere Jahre im Internationalen Sekretariat von Amnesty International in London, wo er Menschenrechtsverletzungen in französischsprachigen westafrikanischen Ländern (insbesondere Benin, Guinea-Conakry, Mauretanien, Niger, Senegal) untersuchte.
Er engagierte sich in malischen Einwandererkreisen sowie in der afrikanischen und westindischen Diaspora. Er war aktives Mitglied des Komitees zur Verteidigung demokratischer Freiheiten in Mali (Comité de défense des libertés démocratiques au Mali, CDLDM), des Anti-Apartheid-Kollektivs (Collectif Anti-Apartheid, CAA) und des Internationalen Komitees zur Verteidigung afrikanischer Arbeiter (Comité international de défense des ouvriers africains, CIDOA) und leitete die Vereinigung zur Förderung von Minderheitenkulturen in Mali (Association pour la promotion des cultures minoritaires, Promoculture) und den Radiosender Diaspora 2000 (Tropic FM).
Da ihm die Wanderarbeiter und ihre Familien am Herzen lagen, unterstützte er Alphabetisierungskurse und unterstützte ihre Kämpfe, insbesondere Mietstreiks und Streiks gegen Entlassungen (Renault, Peugeot), oder für bessere Arbeitsbedingungen (Remetal).
Tiébilé Dramé war der wichtigste Anführer im Exil der geheimen politischen Gruppe „Union de lutte Tiémoko Garan Kouyaté“ (ULTGK), die 1987 die Gründung der Nelson Mandela Association und der Association des Jeunes diplômés sans Emploi (ADIDE, Vereinigung junger arbeitsloser Absolventen) betrieb, sowie des CNID-Verbands und der Association des Élèves et Étudiants du Mali (AEEM, Verband der Schüler und Studenten Malis) im Oktober 1990. Die Anführer dieser Gruppe in Mali waren: Yoro Diakité, Amidou Diabaté, Drissa Diakité, Cheick Oumar Sissoko, Sidi Camara und Oumar Mariko.
Er kehrte im März 1991 nach dem Sturz des Regimes von Moussa Traoré durch Amadou Toumani Touré nach Mali zurück und engagierte sich im Congrès national d’initiative démocratique (CNID). Von 1991 bis 1992 war er Außenminister der ersten Übergangsregierung.
Am Ende des Übergangs gründete er die Wochenzeitung „Le Républicain“, die sehr schnell zu einer der Referenzzeitungen der malischen Presse wurde.

## Karriere
1995 wurde er Berater der Vereinten Nationen, um eine Beobachtungsoperation zu den Menschenrechten in Burundi vorzubereiten.
Im selben Jahr verließ er im Widerspruch zu Mountaga Tall zusammen mit anderen Aktivisten die CNID, um die Parti pour la renaissance nationale (PARENA) zu gründen. Er wurde zum Generalsekretär dieser neuen Partei gewählt. 1996 wurde er zum Minister für Trocken- und Halbtrockengebiete in der Regierung von Ibrahim Boubacar Keïta ernannt.
1997 wurde er als Abgeordneter der Nationalversammlung gewählt und war Mitglied des Interparlamentarischen Ausschusses der Westafrikanischen Wirtschafts- und Währungsunion (UEMOA), dessen Vorsitz er von 2001 bis 2002 innehatte.
Er leitete das Organisationskomitee des Afrika-Frankreich-Gipfels, der am 3.–4. Dezember 2005 in Bamako stattfand.
Tiébilé Dramé war als UN-Beamter in mehreren Krisenländern wie Haiti und Burundi tätig.
Als UN-Vermittler in der Madagaskar-Krise im Jahr 2009 spielte er eine führende Rolle bei den innermadagassischen Verhandlungen in Maputo und Addis Abeba.
Als Kandidat für die Präsidentschaftswahlen 2002 und 2007 belegte er jeweils den vierten und dann den dritten Platz, hinter dem scheidenden Präsidenten Amadou Toumani Touré, der im ersten Wahlgang wiedergewählt wurde, und Ibrahim Boubacar Keïta.
Während des Präsidentschaftswahlkampfs 2007 lautete sein Slogan „Ein anderes Mali ist möglich“. In einem Dokument mit dem Titel „Grands Chantiers de la renaissance“ („Große Baustellen der ‚Renaissance‘“) beschreibt er sein Programm rund um zwölf Prioritäten: Schule, Ernährungssicherheit, Gesundheit, im Ausland lebende Malier, die nördlichen Regionen Malis, Kulturförderung, Minen, Jugend, Entwicklung der verarbeitenden Industrie, die Diversifizierung der Landwirtschaft, die Einführung von Gentechnisch veränderten Organismen in der malischen Landwirtschaft und eine gute Regierungsführung. Er präsentierte sich als Verteidiger der malischen Emigranten und versprach, im Falle seiner Wahl die Legalisierung illegaler Einwanderer in Europa zu fordern.
Bei der Präsidentschaftswahl im August 2013 schied er, ursprünglich PARENA-Kandidat, aus dem Rennen aus, da die optimalen Bedingungen für die Durchführung der Wahlen nicht gegeben waren, unter anderem durch die Kapazität der nördlichen Regionen und die Flüchtlinge, die während der Konflikte im Norden des Landes vertrieben worden waren, die nicht abstimmen konnten.
Im Jahr 2017 wurde er einer der Anführer des Protests gegen das von Präsident Ibrahim Boubacar Keita initiierte Verfassungsrevisionsprojekt als Teil der Antè Abana-Bewegung. An seiner Seite traten junge Menschen wie Kadiadia Fofana, Ibrahima Kebé und Etienne Fakaba Sissoko auf. Mit ihnen unterstützte er Soumaïla Cissé bei der Präsidentschaftswahl 2018.
Am 5. Mai 2019 wurde er zum Minister für auswärtige Angelegenheiten und internationale Zusammenarbeit in der Regierung von Boubou Cissé ernannt.

### Familie
Tiébilé Dramé war verheiratet mit Kadiatou Konaré, einer Redakteurin und Politikerin. Sie war die Tochter des ehemaligen Präsidenten Alpha Oumar Konaré. Das Paar hatte 9 Kinder.